# Vespertinas (programa de televisión)
Vespertinas fue un programa de televisión uruguayo de formato magacín emitido por Canal 4 y producido por Productora 10/14 desde el 16 de abril de 2018 y conducido inicialmente por Sofía Rodríguez, Adriana da Silva, Valeria Tanco e Inés Pereyra, y con la participación de Daro Kneubuhler en móviles e informes especiales.
El programa fue cancelado a finales de junio de 2021 después de tres años, debido a bajos índices de audiencia, y altos costos de producción, lo cual no generaba rédito económico a la cadena, emitiéndose por última vez el día 25.

## Formato
El programa fue un talk show en el que se tratan temas informativos de actualidad, y en el que las presentadoras debaten junto a la opinión de expertos invitados, además de entrevistas e informes especiales. 

## Equipo

### Presentadoras
- Sofía Rodríguez (2018-2021)
- Adriana Da Silva (2018-2021)
- Valeria Tanco (2018-2021)
- Inés Pereyra (2018)[6][7]
- Leonor Svarcas (2018-2019)[8]

### Móviles
- Daro Kneubuhler (2018-2021)